# Ahmed Arifi Pacha
 (février 2023).
Si vous disposez d'ouvrages ou d'articles de référence ou si vous connaissez des sites web de qualité traitant du thème abordé ici, merci de compléter l'article en donnant les références utiles à sa vérifiabilité et en les liant à la section « Notes et références ».
Ahmed Arifi Pacha est un homme d'état turc devenu Grand Vizir ottoman, né en 1830 à Constantinople, décédé en 1895 dans la même ville.

## Biographie
Fils de diplomate, il reçoit une éducation de professeurs particuliers qui lui enseignent l'arabe, le persan et le français en plus de l'économie politique, de la géographie et de l'histoire.
Nommé secrétaire d'ambassade à Londres puis à Paris, il revient à Constantinople en 1858 comme interprète au Divan impérial , fonction qu'il occupe à plusieurs reprises en alternance avec le sous-secrétariat d'État de plusieurs ministères avant d'être nommé ministre tantôt des Affaires étrangères, tantôt de la Justice ou encore de l'Éducation. Il devient Grand Vizir de juillet à septembre 1879 sous le règne du sultan Abdülhamid II.
La période trouble que traverse l'Empire Ottoman dans ces années là explique la succession des fonctions qu'il occupe, les disgrâces qu'il subit, suivies de retours en grâce. 
Il a traduit en langue turque l'ouvrage de Joseph-François Michaud Histoire des Croisades.